# Laguna Librón
La laguna Librón, es un cuerpo de agua dulce situado en el distrito de Chacas en la región peruana de Áncash dentro de la Cordillera Blanca en el Parque Nacional Huascarán. Forma parte de la cuenca hidrográfica del río Acochaca, que avena al Marañón y este al Amazonas, en la vertiente del Atlántico. Se encuentra a 4410 m s. n. m., al pie del nevado Hualcán (6.122 m).
Es la mayor del grupo de quince lagunas que se emplazan en la cuenca del río Huichganga y la segunda más grande de la provincia. Con una coloración verde obscura.
Se accede a ella desde la quebrada del río Wichganga, que avena al río Vesubio, cerca del poblado de Pompey-Huallin. Debido a la escasa afluencia turística, no cuenta con caminos demarcados ni señalizados, y su acceso es dificultoso por la presencia de grandes bosques de quenuales, abismos y pajonales.